# Oligota parallela
Oligota parallela är en skalbaggsart som beskrevs av Thomas Casey 1911. Oligota parallela ingår i släktet Oligota och familjen kortvingar. Inga underarter finns listade i Catalogue of Life.